# Giant Forest Museum
Le Giant Forest Museum est un musée d'histoire naturelle américain dans le comté de Tulare, en Californie. Situé dans la Giant Forest du parc national de Sequoia, il est géré par le National Park Service.
Dessiné par Gilbert Stanley Underwood dans le style rustique du National Park Service, le bâtiment qui l'abrite est construit en 1928-1929 pour servir de boutique, ce qui lui vaut d'être initialement connu sous le nom de Giant Forest Market. Propriété contributrice au district historique de Giant Forest Village-Camp Kaweah, un district historique inscrit au Registre national des lieux historiques depuis le 22 mai 1978, il est rénové à compter de 1999 pour rouvrir en tant que musée à l'été 2001.